# Relaxació (física)
En les ciències físiques, la relaxació normalment significa el retorn d'un sistema pertorbat a l'equilibri. Cada procés de relaxació es pot classificar mitjançant un temps de relaxació τ. La descripció teòrica més simple de la relaxació com a funció del temps t és una llei exponencial exp(−t/τ) ( decaïment exponencial).
El temps de relaxació fa referència al temps que triga un material a tornar al seu estat original després d'haver estat sotmès a una certa quantitat d'estrès o deformació. Es calcula considerant el temps de relaxació màxim permès a una taxa de cisallament específica i la relació entre ells.

## En sistemes lineals simples

### Mecànica: Oscil·lador no forçat amortiguat
{\displaystyle m{\frac {d^{2}y}{dt^{2}}}+\gamma {\frac {dy}{dt}}+ky=0}
modelar les oscil·lacions no forçades esmorteïdes d'un pes sobre una molla.
El desplaçament serà llavors de la forma {\displaystyle y(t)=Ae^{-t/T}\cos(\mu t-\delta )} La constant T ( {\displaystyle =2m/\gamma } ) s'anomena temps de relaxació del sistema i la constant μ és la quasi-freqüència.

### Electrònica: circuit RC
En un circuit RC que conté un condensador carregat i una resistència, el voltatge disminueix exponencialment:
{\displaystyle V(t)=V_{0}e^{-{\frac {t}{RC}}}\ ,}
La constant {\displaystyle \tau =RC\ } s'anomena temps de relaxació o constant de temps RC del circuit. Un circuit oscil·lador no lineal que genera una forma d'ona repetitiva mitjançant la descàrrega repetitiva d'un condensador a través d'una resistència s'anomena oscil·lador de relaxació.

## En física de la matèria condensada
En física de la matèria condensada, la relaxació s'estudia normalment com una resposta lineal a una petita pertorbació externa. Com que els processos microscòpics subjacents són actius fins i tot en absència de pertorbacions externes, també es pot estudiar la "relaxació en equilibri" en lloc de l'habitual "relaxació en equilibri" (vegeu el teorema de fluctuació-dissipació).

### Relaxació de l'estrès
En mecànica contínua, la relaxació de tensions és la desaparició gradual de les tensions d'un medi viscoelàstic després que s'hagi deformat.

### Temps de relaxació dielèctrica
En materials dielèctrics, la polarització dielèctrica P depèn del camp elèctric E. Si E canvia, P(t) reacciona: la polarització es relaxa cap a un nou equilibri, és a dir, les càrregues superficials s'igualen. Això és important en espectroscòpia dielèctrica. Els temps de relaxació molt llargs són responsables de l'absorció dielèctrica.
El temps de relaxació dielèctrica està estretament relacionat amb la conductivitat elèctrica. En un semiconductor, és una mesura de quant de temps triga a ser neutralitzat pel procés de conducció. Aquest temps de relaxació és petit en els metalls i pot ser gran en els semiconductors i els aïllants.

### Líquids i sòlids amorfs
Un sòlid amorf com la indometacina amorfa mostra una dependència de la temperatura del moviment molecular, que es pot quantificar com el temps mitjà de relaxació del sòlid en un líquid o vidre superrefredat metaestable per aproximar-se al moviment molecular característic d'un cristall. La calorimetria diferencial d'escombratge es pot utilitzar per quantificar el canvi d'entalpia a causa de la relaxació estructural molecular.
El terme "relaxació estructural" es va introduir a la literatura científica el 1947/48 sense cap explicació, aplicat a la RMN i amb el mateix significat que "relaxació tèrmica".

### Relaxació d'espín en RMN
En la ressonància magnètica nuclear (RMN), les propietats que mesura són diverses relaxacions.

## Mètodes de relaxació química
En cinètica química, els mètodes de relaxació s'utilitzen per mesurar velocitats de reacció molt ràpides. Un sistema inicialment en equilibri es veu pertorbat per un canvi ràpid en un paràmetre com ara la temperatura (més habitualment), la pressió, el camp elèctric o el pH del dissolvent. Aleshores s'observa el retorn a l'equilibri, generalment per mitjans espectroscòpics, i es mesura el temps de relaxació. En combinació amb la constant d'equilibri químic del sistema, això permet determinar les constants de velocitat per a les reaccions directes i inverses.

### Reacció reversible monomolecular de primer ordre
Una reacció monomolecular reversible de primer ordre que és propera a l'equilibri es pot visualitzar mitjançant la següent estructura simbòlica:
{\displaystyle {\ce {A}}~{\overset {k}{\rightarrow }}~{\ce {B}}~{\overset {k'}{\rightarrow }}~{\ce {A}}}{\displaystyle {\ce {A <=> B}}}En altres paraules, el reactiu A i el producte B es formen l'un en l'altre en funció de les constants de velocitat de reacció k i k'.
Per resoldre la concentració d'A, reconeixeu que la reacció directa ( {\displaystyle {\ce {A ->[{k}] B}}} ) fa que la concentració d'A disminueixi amb el temps, mentre que la reacció inversa ( {\displaystyle {\ce {B ->[{k'}] A}}} ) fa que la concentració d'A augmenti amb el temps.
Per tant, {\displaystyle {d{\ce {[A]}} \over dt}=-k{\ce {[A]}}+k'{\ce {[B]}}}, on els parèntesis al voltant d'A i B indiquen concentracions.
Si diem que a {\displaystyle t=0,{\ce {[A]}}(t)={\ce {[A]}}_{0}}, i aplicant la llei de conservació de la massa, podem dir que en qualsevol moment, la suma de les concentracions d'A i B ha de ser igual a la concentració de {\displaystyle A_{0}}, suposant que el volum en què es dissolen A i B no canvia: {\displaystyle {\ce {[A]}}+{\ce {[B]}}={\ce {[A]}}_{0}\Rightarrow {\ce {[B]}}={\ce {[A]}}_{0}-{\ce {[A]}}}
Si substituïm aquest valor per [B] en termes de [A] 0 i [A]( t ), obtenim {\displaystyle {d{\ce {[A]}} \over dt}=-k{\ce {[A]}}+k'{\ce {[B]}}=-k{\ce {[A]}}+k'({\ce {[A]}}_{0}-{\ce {[A]}})=-(k+k'){\ce {[A]}}+k'{\ce {[A]}}_{0},} que esdevé l'equació diferencial separable {\displaystyle {\frac {d{\ce {[A]}}}{-(k+k'){\ce {[A]}}+k'{\ce {[A]}}_{0}}}=dt}Aquesta equació es pot resoldre substituint per obtenir el rendiment
{\displaystyle {\ce {[A]}}={k'-ke^{-(k+k')t} \over k+k'}{\ce {[A]}}_{0}}

## En ciències atmosfèriques

### Desaturació dels núvols
Considereu una porció sobresaturada d'un núvol. A continuació, tanqueu els corrents ascendents, l'arrossegament i qualsevol altra font/embornal de vapor i coses que indueixin el creixement de les partícules (gel o aigua). A continuació, espereu que aquesta sobresaturació es redueixi i es converteixi en només saturació (humitat relativa = 100%), que és l'estat d'equilibri. El temps que triga la sobresaturació a dissipar-se s'anomena temps de relaxació. Això succeirà a mesura que els cristalls de gel o el contingut d'aigua líquida creixin dins del núvol i, per tant, consumiran la humitat continguda. La dinàmica de la relaxació és molt important en la física dels núvols per a una modelització matemàtica precisa.
En núvols d'aigua on les concentracions són més grans (centenars per cm3 ) i les temperatures són més càlides (permetent així taxes de sobresaturació molt més baixes en comparació amb els núvols de gel), els temps de relaxació seran molt baixos (de segons a minuts).
En els núvols de gel les concentracions són més baixes (només uns pocs per litre) i les temperatures són més fredes (taxes de sobresaturació molt altes), de manera que els temps de relaxació poden arribar a ser de diverses hores. El temps de relaxació es dóna com
on:
- D = coeficient de difusió [m²/s]
- N = concentració (de cristalls de gel o gotes d'aigua) [m−3]
- R = radi mitjà de les partícules [m]
- K = capacitança [sense unitats].

## En astronomia
En astronomia, el temps de relaxació es relaciona amb cúmuls de cossos que interactuen gravitatòriament, per exemple, les estrelles d'una galàxia. El temps de relaxació és una mesura del temps que triga un objecte del sistema (l'"estrella de prova") a ser pertorbat significativament per altres objectes del sistema (les "estrelles de camp"). Es defineix més comunament com el temps que triga la velocitat de l'estrella de prova a canviar en un ordre determinat.
Suposem que l'estrella de prova té una velocitat v. A mesura que l'estrella es mou al llarg de la seva òrbita, el seu moviment serà pertorbat aleatòriament pel camp gravitatori de les estrelles properes. Es pot demostrar que el temps de relaxació és
{\displaystyle {\begin{aligned}T_{r}&={0.34\sigma ^{3} \over G^{2}m\rho \ln \Lambda }\\&\approx 0.95\times 10^{10}\!\left({\sigma  \over 200\,\mathrm {km\,s} ^{-1}}\right)^{\!3}\!\!\left({\rho  \over 10^{6}\,M_{\odot }\,\mathrm {pc} ^{-3}}\right)^{\!-1}\!\!\left({m \over M_{\odot }}\right)^{\!-1}\!\!\left({\ln \Lambda  \over 15}\right)^{\!-1}\!\mathrm {yr} \end{aligned}}}
on ρ és la densitat mitjana, m és la massa de l'estrella de prova, σ és la dispersió de velocitat 1d de les estrelles de camp i ln Λ és el logaritme de Coulomb.
Diversos esdeveniments es produeixen en escales de temps relacionades amb el temps de relaxació, com ara el col·lapse del nucli, l'equipartició d'energia i la formació d'una cúspide de Bahcall-Wolf al voltant d'un forat negre supermassiu.